# Prioria gilbertii
Prioria gilbertii là một loài thực vật có hoa trong họ Đậu. Loài này được (J. Léonard) Breteler miêu tả khoa học đầu tiên năm 1999.